# 有島生馬記念館
有島生馬記念館（ありしまいくまきねんかん）は、長野県長野市信州新町上条にある博物館。有島生馬の鎌倉の家（通称「松の屋敷」）を長野市信州新町上条に移築して、1982年10月に記念館として開館したもの。

## 概要
1890年（明治23年）にイタリア人貿易商ヴィヴァンティが鎌倉の稲村ヶ崎に建てた後、廃屋同然になっていたコロニアルスタイルの邸宅を、新渡戸稲造の別荘（現 聖路加看護大学アリスの家）を静養で訪れていた生馬が気に入り、1921年（大正10年）に購入、手を入れて妻子とともに暮らした。
生馬没後は娘の暁子の勤め先であった上智大学が研修保養施設として所有し、暁子が住んでいたが、1980年（昭和55年）に取り壊しが決まったため、生馬の疎開先であった信州新町に無償で提供された。信州新町は1943年（昭和18年）に完成した水内ダムのダム湖に生馬が「琅鶴湖」と命名するなど関係が深い。
町内外からの寄付を募り、1982年（昭和57年）10月に記念館が開館した。記念館は琅鶴湖のほとりに建つ。

## 併設施設
- 2010年（平成22年）1月1日 - 市町村合併に伴い、有島生馬記念館・信州新町美術館・信州新町化石博物館・信州新町美術館別館ミュゼ蔵は長野市立博物館の分館となった。

### 信州新町化石博物館
地元出身の考古学者、西沢勇によって、地域で発掘された化石を収蔵・展示し地域の自然を紹介する。各種ワークショップも行う。博物館前の実物大ディプロドクス像が圧巻。新町博士ロボがホタテガイと共に発掘の説明をする。

## 利用案内
- 入館料：大人500円、高校生300円、小中学生200円
団体割引（20名以上）：大人400円、高校生240円、小中学生160円
信州新町美術館・有島生馬記念館・信州新町化石博物館の3施設共通。入館者入口は美術館にある。
- 開館時間：9:00 - 16:30（入館は16:00まで）
- 開館時間（ミュゼ蔵）：9:00 - 17:00（入館は16:30まで）
- 休館日：毎週月曜日（月曜日が祝休日の場合はその翌日）、祝休日の翌日
その他、詳しくは公式サイト参照

## アクセス
- 車：国道19号沿い　長野市内→約40分、安曇野市→約50分、大町市→約40分
高速道路：長野自動車道安曇野IC→約50分・上信越自動車道長野IC→約40分
- 電車：最寄り駅はJR東日本長野駅
- バス：長野駅善光寺口バス乗り場2番、アルピコ交通「26 新町大原橋線」→約40分→「新町美術館前」下車→徒歩約1分
ミュゼ蔵は「新町美術館前」の次の「新町」下車→徒歩約2分